# Trani (cognome)
Trani è un cognome di lingua italiana.

## Varianti
Di Trani, Ditrani.

## Origine e diffusione
Il cognome è tipicamente meridionale.
Potrebbe derivare dal toponimo Trani.

## Persone
- Marco Trani – disc jockey italiano
- Maurizio Trani – truccatore ed effettista italiano
- Vincenzo Trani – poliziotto italiano